# Volvariella surrecta

Volvariella surrecta, comúnmente conocido como branquia a cuestas, es un hongo agárico en la familia Pluteaceae. Aunque es rara, la especie está distribuida extensamente, siendo reportada en Asia, Norteamérica, África del Norte, Europa y Nueva Zelanda. El hongo crece como un parásito en los cuerpos frutales de otros hongos con branquias usualmente Clitocybe nebularis. Los hongos V. surrecta tienen capas blancas o grisáceos de cabello sedoso hasta de 8 centímetros (3.149606296 pulgadas) de diámetro, y branquias blancas que se tornan rosas en la madurez. La estípite, también blanca, mide hasta 9 cm (3,54 pulgadas) de largo, y tiene una volva en forma de saco en su base.

## Taxonomía

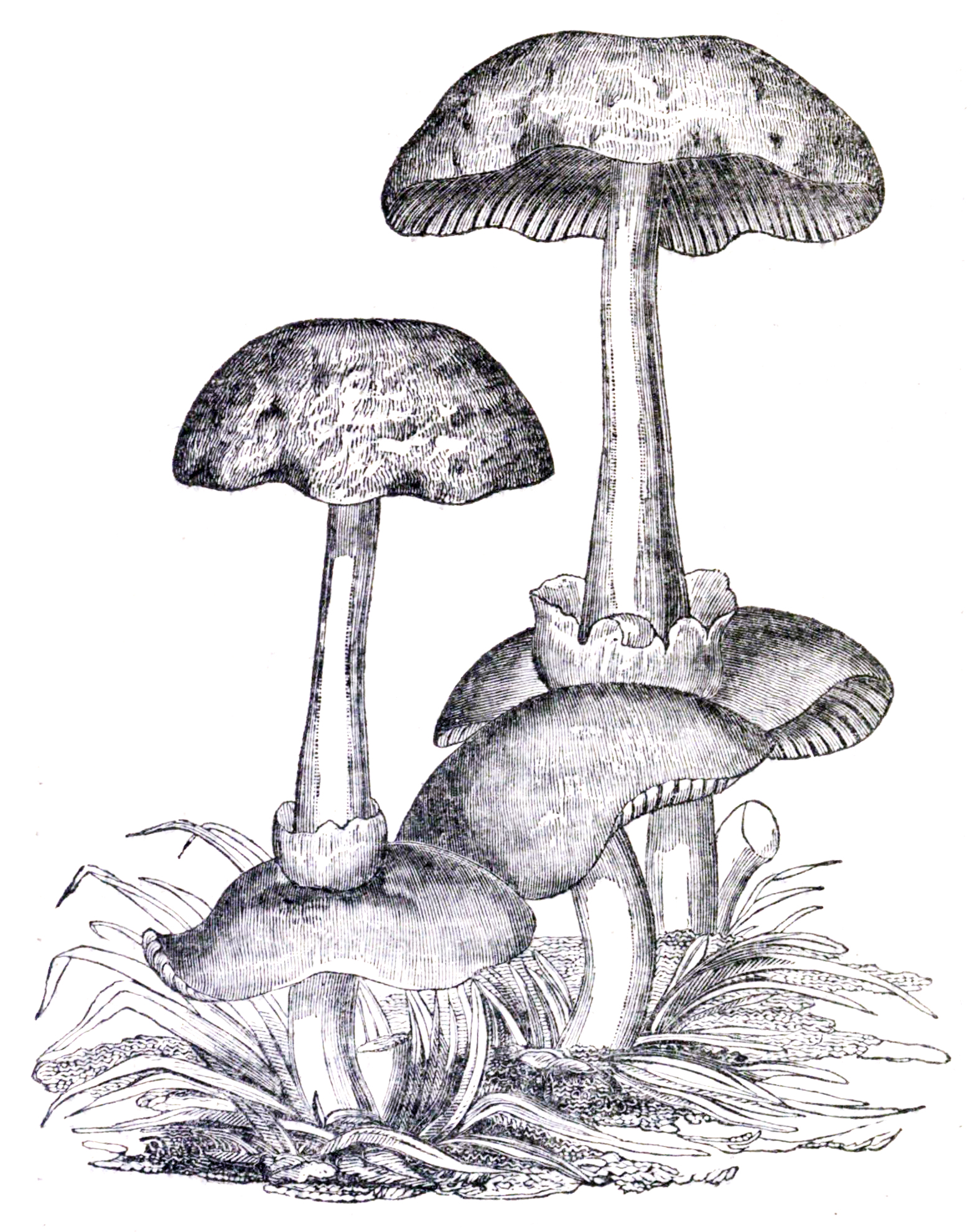
Dibujo de Agaricus surrectus hecho por Knapp en 1829.

La especie fue mencionada por primera vez en la literatura científica como Agaricus surrectus por el botánico inglés John Leonard Knapp en su Revista del Naturalista en 1829. Knapp describió la especie y la dibujó en xilografía. Él escribió: 
Tenemos un agárico, con una raíz bulbosa y un píleo velloso, que surgen de la suave cima de otro (agaricus caseus), que tiene un pedúnculo uniforme aunque no de ocurrencia común. Por lo tanto, una planta que surge de descomposición, se encuentra para constituir un terreno para otro; y la terminación de esta cadena de eficiencia se nos oculta.
 Siete años después, Miles Berkeley describió al hongo como Agaricus loveianus, no consciente de la publicación previa de Knapp, y escribió que era "una especie más elegante y curiosa que ... al parecer no se habían dado cuenta". El nombre de Berkeley fue usado frecuentemente en la literatura para referir al hongo por más de un siglo en lugar del de Knapp.
En Flora Norteamericana en 1917, William Alphonso Murrill propuso una nueva combinación de nombre para la especie basado en el nombre de Berkeley, Volvariopsis loweiana. En 1942, John Ramsbottom descubrió el dibujo y la descripción del hongo de Knapp y se dio cuenta de que se refería a la misma especie que la de Berkeley Agaricus loveianus, e hizo la nueva combinación como Volvaria surrecta. Rolf Singer lo transfirió al géneroVolvariella en 1951, dándole el nombre con el que se conoce actualmente.
Análisis moleculares de secuencias de ADN sugiere que la V. surrecta pertenece al grupo Volvariella pusilla — un grupo de especies Volvariella relacionadas que producen pequeños blancos cuerpos frutales. En este análisis, V. surrecta formó una subclase con V. hypopithys. Casi 90 años antes, Paul Konrad y André Maublanc reconocieron la relación de estas especies y propusieron que V. surrecta se debería considerar una subespecie de V. hypopithys..
El epíteto específico surrecta en Latín quiere decir "surgir". El epíteto de Berkeley loveianus hace honor al naturalista y reverendo británico Richard Thomas Lowe. El hongo es conocido comúnmente como branquia a cuestas.

## Descripción

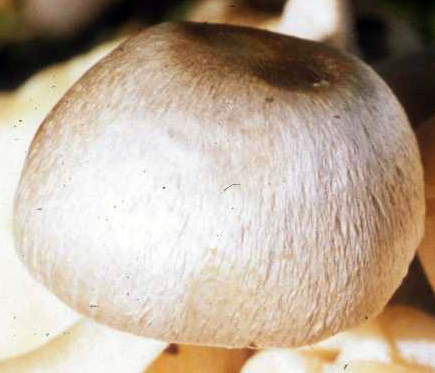
La capa tiene una superficie sedosa, con un centro desde color amarillo hasta café.

Los cuerpos frutales de V. surrecta tienen capas que inicialmente son ovoides (en forma de huevo). Después se convierten en forma de campana o convexa antes del aplanado; alcanzando diámetros de 2.5-8 cm (1.0-3.1 pulgadas). La capa a veces tiene una cónica poco profunda, a pesar de la presencia de este carácter, no es consistente. La superficie de la capa es seca y está cubierta con largos y sedosos pelos; el color es blanco hasta gris claro, con un centro amarillento o pardusco. Las branquias no están unidas a la estípite y están empacadas juntas. Son inicialmente blancas, para después convertirse en rosas. Hay muchas lamélulas (branquias cortas que no se extienden totalmente del margen de la capa a la estípite) intercaladas entre las branquias. La estípite mide de 4-9 cm (1.6-3.5 pulgadas) de largo por 4-12 mm (0.16-0.47 pulgadas) de grueso, y es aproximadamente igual de ancho o un poco más gruesa la base. Su color es desde blanco hasta gris claro, y la superficie de la estípite es adpresa-fibrosa con un recubrimiento pruinoso cerca de la cúspide. La volva blanca mide entre 1.3- 2.5 cm (0.5-1.0 pulgadas) de alto, 0.6-1.3 cm (0.2-0.5 pulgadas) de ancho y tiene un margen lobulado. El hongo no es comestible.

El color de la impresión de la espora es pardoso-rosa. Las esporas tiene forma de huevo hasta forma de óvalo, midiendo entre 5.4-7.6 por 3.4-4.9 μm. Los basidios (células portadoras de esporas) tienen forma de clava, cuatri-espora, y mide entre 20-31 por 5-10 μm. Los pleurocistidios (cistidio en la cara de la branquia) son fusoide-ventricosos (claramente ampliada en el centro y cónico hacia ambos extremos), a veces con un cuello alargado. Los ceilocistidios (cistidio en la orilla de la branquia) son también fusoide-ventricosos con un cuello que a veces es corto y bulboso; miden entre 25-50 por 6-20 μm. Las hifas no tienen fíbulas.

### Especies similares
Debido a la ocurrencia en los cuerpos frutales de otros agáricos, es improbable la confusión de V. surrecta con otros hongos. Otros hongos parásitos incluyen sp. Asterophora, pero éstas tienen branquias gruesas comparadas con las de V. surrecta. Sp. Collybia, incluyendo C. cookei, C. cirrhata y C. tuberosa son saprofitos, y crecen en los restos descompuestos ennegrecidos de otros agáricos. Sus cuerpos frutales son mucho más pequeños que V. surrecta, con una capa de hasta 2 centímetros de diámetro (0.8 pulgadas). Aunque otras especies de Volvariella tienen una apariencia similar a V. surrecta, éstas crecen en pasto o en hojarasca.

## Hábitat y distribución

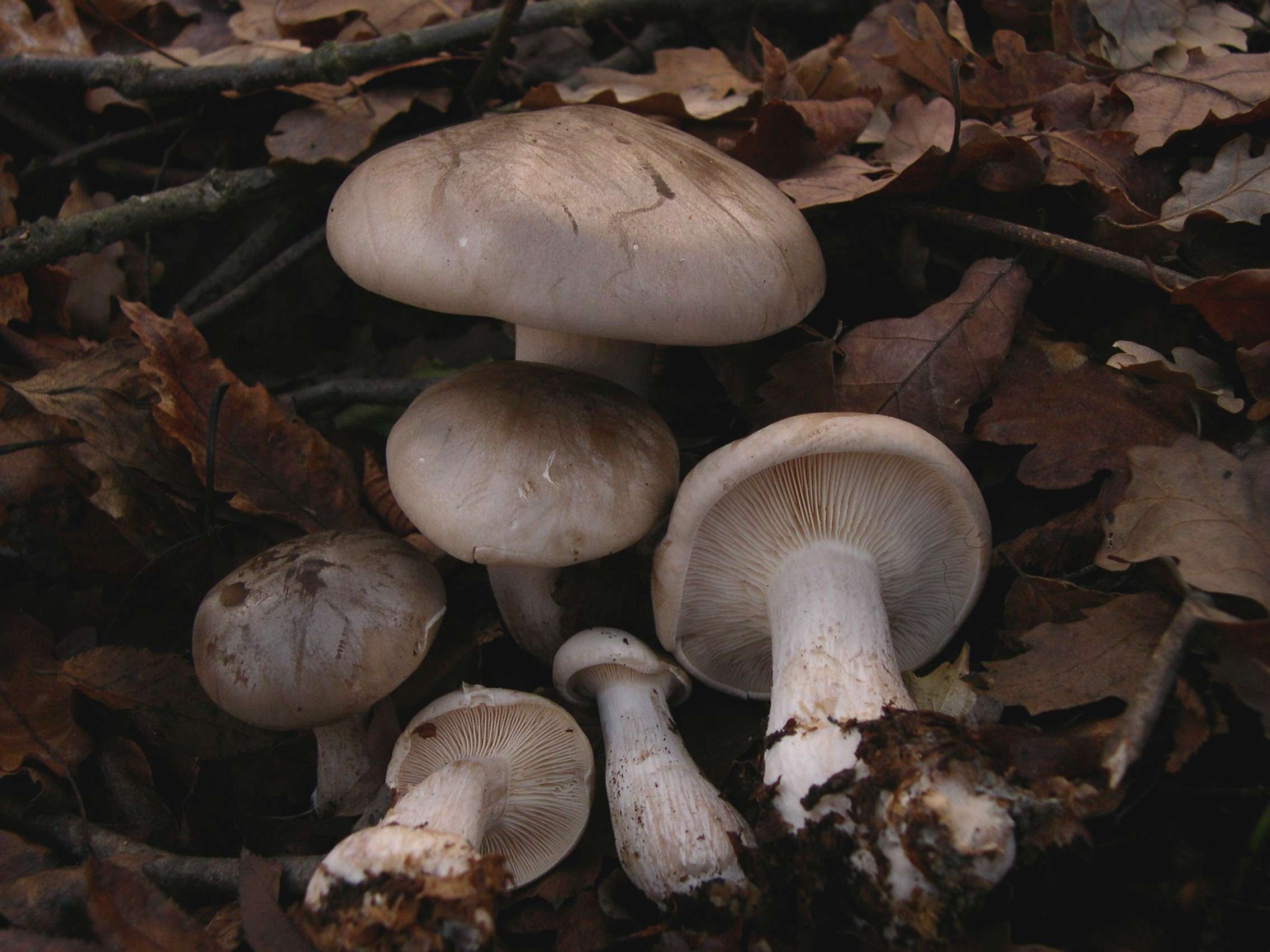
Clitocybe nebularis es un hospedero común para V. surrecta.

Volvariella surrecta crece parasitariamente en los cuerpos frutales de la especie Clitocybe, usualmente C. nebularis, aunque ha sido reportada que crece en la especie Tricholoma, así como Melanoleuca brevipes. Los hongos crecen en conjunto y florecen en el verano u otoño.  El hongo hospedero a veces está malformado y asume una apariencia irregular. En una reciente publicación, Charles Bagge Plowright comentó que la figura de Berkeley ... es más bien engañosa. Así, el nombre dado por Knapp de Agaricus surrectus..., ya que presentan lo agárico (A. nebularis), sobre la que es parásito en una condición muy robusta. En mi especie el hospedero (A. nebularis) fue bastante empapado y colapsó por lo que es prácticamente irreconocible a menos que uno hubiera sabido que esperar de la especie."
Volvariella surrecta es una especie rara, aun siendo muy común su hospedero; las condiciones requeridas para el parásito para producir cuerpos frutales no son bien conocidos. Algunos autores han sugerido que puede crecer de igual manera tanto como parásito como saprofito. V. surrecta ha sido encontrado en su hospedero en diferentes tipos de hábitat, incluyendo bosques de abedul, plantaciones de pino, arbustos, matorrales o árboles pequeños o arbustos a lado de las carreteras y bajo las zarzas. No se ha determinado una preferencia definida para el tipo de suelo, ya que se han encontrado en arena, arcilla, grava y turba. En 1867, Worthington George Smith reportó que cultivó exitosamente la especie enterrando parcialmente los cuerpos frutales bajo hojas podridas de abeto empapadas que fueron colocadas en una campana de vidrio en una habitación caliente. De acuerdo a su relato, un micelio blanco creció sobre las hojas y eventualmente se formaron pequeños pasadores blancos (inmaduros, cuerpos frutales no diferenciados) que crecieron en hongos completamente formados alrededor de dos semanas después de haber iniciado.
La distribución geográfica de los hongos incluye Norteamérica, el Norte de México, África del Norte, Europa, Nueva Zelanda y Asia (región de Amur de Rusia India, y Corea).